# Karl Victor Hall
Karl Victor Hall (Tromsø, 19 juni 1917 – Oslo, 29 december 2001) was een Noors chirurg. Hij was Professor Medicijnen afdeling chirurgie aan de Universiteit van Oslo en medisch consultant van het Rikshospitalet. Hij was de eerste chirurg die in Noorwegen een bypassoperatie uitvoerde, het is dan 1969. Hij is tevens samen met de Amerikaan Bob Kaster uitvinder en naamdrager in het Hall-Kasterventiel, een kunstmatig gefabriceerde hartklep, in 2015 bekend als de Medtronic-Hall-hartklep.
Hall werd geboren in het gezin van zakenman Karl Hall en zijn tweede vrouw Margit Victoria Løkke, beiden uit Tromsø. Zijn oom Johan Conrad Hall was dierenarts en oom Isak Hall was apotheker, diens dochter Pauline Hall zocht het in de muziek.